# Georg Grosse (Politiker, 1900)
Georg Grosse (* 13. August 1900 in Nordhausen; † 10. Mai 1973 in Bergisch Gladbach-Refrath) war ein deutscher Bankmanager, Thüringer Politiker (CDU) und Minister der thüringischen Landesregierung in der sowjetischen Besatzungszone. Grosse flüchtete 1949 in die Bundesrepublik.

## Leben und Wirken bis 1945
Georg Grosse wurde am 13. August 1900 als Sohn eines Postbeamten in Nordhausen geboren. Nach dem Besuch der Volksschule wechselte er an das Gymnasium der Lazaristen im belgischen Theux. Da der Männerorden nach Ende des Ersten Weltkrieges sein Anwesen verlassen musste, wechselte Grosse nochmals die Schule. So konnte er erst 1920 am Weimarer Reformrealgymnasium das Abitur ablegen. Anschließend studierte er Jura und Volkswirtschaft an der Jenaer Universität. Dort wurde er 1920 Mitglied der katholischen Studentenverbindung KDStV Sugambria Jena im CV. Nach dem Studium begann Grosse am 1. Dezember 1926 eine Ausbildung zum Bankkaufmann, die er am 30. November 1928 beendete. Anschließend fand er eine Anstellung bei der Dresdner Bank in Leipzig. Ab dem 1. April 1935 leitete er als Direktor die Dresdner Bank in Altenburg. 1939 wurde Grosse allerdings entlassen, da er Geschäftsbeziehungen zu jüdischen Kunden pflegte und auch bei deren Emigration Hilfe leistete. Er fand aber schnell eine neue Anstellung als Direktor eines Ton- und Schamottewerkes in Altenburg. 1941 wurde Grosse Mitinhaber und Geschäftsführer einer Glasgroßhandlung in Altenburg.

## Politische Tätigkeit in der sowjetischen Besatzungszone
Nach dem Zweiten Weltkrieg gehörte er zu den Gründungsmitgliedern der CDU in Altenburg und war stellvertretender Vorsitzender im ersten Landesvorstand der Thüringer CDU bis zum 18. April 1947. Zugleich war er nach Kriegsende bis ins Jahr 1946 Präsident der IHK in Altenburg. Die CDU entsandte Grosse in die Beratende Landesversammlung von Thüringen, in der er die Fraktion der CDU als Vorsitzender anführte. Bei den Landtagswahlen in der SBZ 1946 wurde er in den Thüringer Landtag gewählt. Zudem wurde Grosse am 4. Dezember 1946 zum Minister für Handel und Versorgung in der Landesregierung unter Rudolf Paul ernannt, das Amt des Fraktionsvorsitzenden der CDU im Landtag gab er ab. Am 14. Februar 1948 wurde er zum Rücktritt als Minister auf Druck der SMATh gezwungen. Auf dem Landesparteitag im Sommer 1948 kam es zu einer Kampfabstimmung um den Landesvorsitz. Georg Grosse, der sich zu Jakob Kaiser bekannte und seit April 1947 nur noch Mitglied im Landesvorstand war, erhielt 149 Stimmen, Trommsdorff nur 69. Die SMAD untersagte Grosse die Annahme des Amtes und Trommsdorff blieb Landesvorsitzender. 

## Flucht aus der sowjetischen Besatzungszone, Leben und Wirken nach 1949
Ein Jahr später, am 27. August 1949 flüchtete Grosse zunächst nach West-Berlin. Von dort gelangte er in die Bundesrepublik und gründete noch im Dezember 1949 den Königsteiner Kreis mit. Grosse wurde Mitglied der CDU Rheinland, aber auch gleichzeitig Mitglied der Exil-CDU, deren Hauptvorstand er von 1950 bis 1955 angehörte. Zudem war er in der Exil-CDU Landesgruppensprecher für Thüringen. Beruflich führte Grosse zunächst in Köln einen Haushaltwarengroßhandel. Des Weiteren gründete er den sogenannten Deutschen Bund, eine Sammelorganisation für politische Sowjetzonen-Flüchtlinge. Dieser Bund, den Grosse als Vorsitzender von 1950 bis 1954 leitete, bekam anfangs wohlwollende Unterstützung durch den Minister für gesamtdeutsche Fragen, Jakob Kaiser, geriet aber durch Veruntreuung von Spendengeldern ins Zwielicht. Dennoch konnte Grosse 1954 in die Finanzwirtschaft wechseln. Er wurde Direktor der Bank für Gemeinwirtschaft zunächst in Aachen, von 1957 bis 1961 in Köln. Anschließend war er bis 1967 Generalbevollmächtigter des Bankhauses Friedrich Simon in Düsseldorf. Danach ging Grosse in den Ruhestand. Anfang 1969 zog er nach Bergisch Gladbach, wo er 1973 auch starb.